# (4280) Simonenko
(4280) Simonenko es un asteroide perteneciente al cinturón de asteroides, descubierto el 13 de agosto de 1985 por Nikolái Stepánovich Chernyj desde el Observatorio Astrofísico de Crimea (República de Crimea).

## Designación y nombre
Designado provisionalmente como 1985 PF2. Fue nombrado Simonenko en honor a la soviética especialista en cuerpos pequeños del sistema solar Alla Nikolaevna Simonenko.